# Paso Nuevo, Tierra Blanca
Paso Nuevo är en ort i Mexiko.   Den ligger i kommunen Tierra Blanca och delstaten Veracruz, i den sydöstra delen av landet, 280 km öster om huvudstaden Mexico City. Paso Nuevo ligger 165 meter över havet och antalet invånare är 555.
Terrängen runt Paso Nuevo är platt åt nordost, men åt sydväst är den kuperad. Runt Paso Nuevo är det ganska tätbefolkat, med 75 invånare per kvadratkilometer. Närmaste större samhälle är Acatlán de Pérez Figueroa, 7,9 km söder om Paso Nuevo. Omgivningarna runt Paso Nuevo är en mosaik av jordbruksmark och naturlig växtlighet.